# Gianni Infantino
Gianni Infantino (Brig-Glis, Wallis kanton, 1970. március 23. –) olasz-svájci sportvezető, jogász, az Európai Labdarúgó-szövetség főtitkára. 2016. február 26-án a Nemzetközi Labdarúgó-szövetség elnökévé választották.

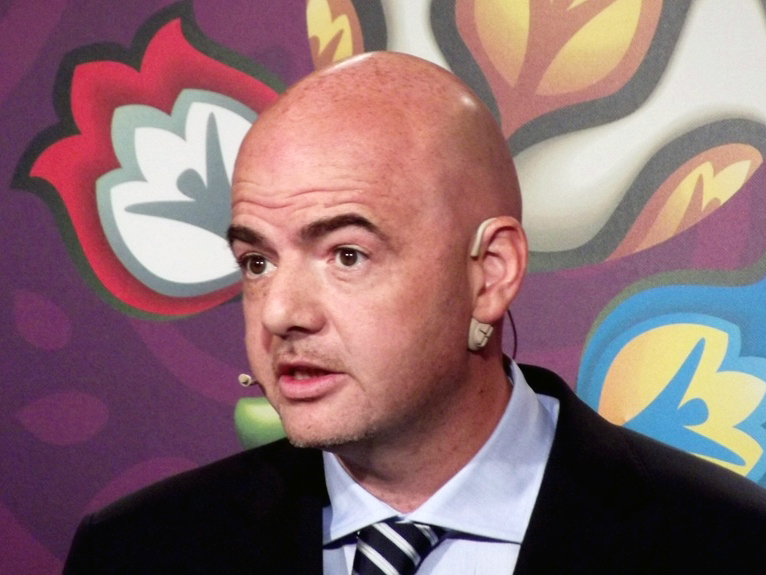
Gianni Infantino 2011-ben

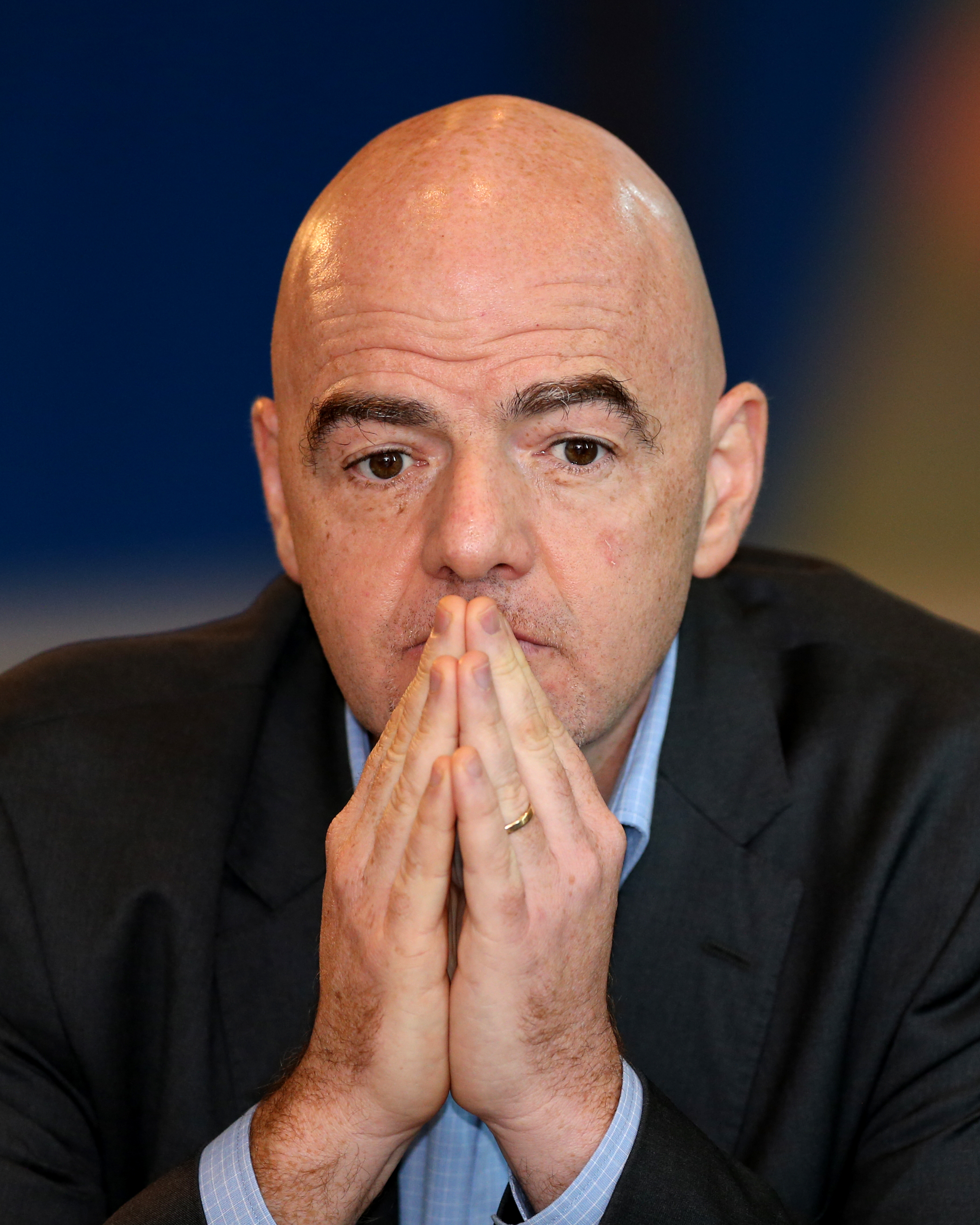
Gianni Infantino 2017-ben

## Életpályája

### Az Európai Labdarúgó-szövetségnél
Infantino 2000 augusztusában lépett munkába az Európai Labdarúgó-szövetségben. Először jogi, kereskedelmi és professzionális futballal kapcsolatos tárgykörben tevékenykedett, majd 2004-ben az UEFA Jogi és Klublicenc Osztályának igazgatója lett.
Lars-Christer Olsson lemondása után, 2007. február 1-jétől ideiglenesen két hónapig, David Taylor kinevezéséig az UEFA főigazgatója volt, majd Taylor helyettese lett (a főigazgatói pozíciót átkeresztelték a régi megnevezésére, tehát Taylor az UEFA főtitkára lett).
2009 októberében David Taylor a szervezeten belül új feladatot kapott, ekkor az UEFA főtitkárának posztján Gianni Infantino követte őt.

### A Nemzetközi Labdarúgó-szövetségnél
2016. február 26-án 3 évre a Nemzetközi Labdarúgó-szövetség elnökévé választották, miután a FIFA tisztújító közgyűlésén ő kapta a legtöbb, 115  szavazatot a második fordulóban.